# Philippe Fraleu
Philippe Fraleu , né le 14 janvier 1936 à Rennes et mort le 26 janvier 2022 à Paris, est un architecte DPLG français, spécialiste des ouvrages d’art et reconnu pour la réalisation de ponts et viaducs.

## Formation
Après avoir obtenu son baccalauréat, il intègre l'École d'architecture de Rennes, située rue Hoche. Il y reste de 1957 à 1959 avant d'intégrer en 1960 l'École nationale supérieure des Beaux-Arts de Paris. Sous la direction de Nicolas Untersteller, il côtoie au cours de ces années le sculpteur français Paul Belmondo, professeur, et ses camarades de promotion Bernard Hamburger et Philippe Boudon. Il sera également membre de l'atelier officiel Zavaroni créé par l'architecte Otello Zavaroni au départ sous forme libre et devenu officiel en 1957. Cependant, il doit interrompre ces études le temps de son service militaire réalisé à la base d'Orléansville et d'Alger en Algérie de 1962 à 1963. 
L'année 1968 et les événements de mai-juin ont entraîné d’importantes modifications dans le fonctionnement de l’établissement des Beaux-Arts. C'est finalement le 4 février 1969 que Philippe Fraleu devient architecte diplômé par le gouvernement (DPLG).

## Carrière
À la suite de l’obtention de son diplôme, Philippe entre dans la carrière des ponts après une mission de réflexion sur l’esthétique des ponts confié par Jean-Claude Leray, ingénieur des ponts au Sétra. Cette réflexion a lancé la carrière de l’architecte et produit un ouvrage portant sur la question des ponts et leurs fonctions d’ouvrages d’art intitulé « Guest 68 ». 
Puis en 1970, il ouvre son agence d’architecte en tant qu’architecte conseil spécialisé dans les projets d’infrastructures routières, autoroutières et autres grands ouvrages de génie civil où il occupe le poste de chef de projet. Il réalisa également plusieurs interventions à titre personnel en participant à des rencontres (colloques, symposium, journée d’information ou stages) à l’Ecole Nationale des Ponts et Chaussées et à l’Ecole Nationale des Travaux Publics. 
Michel Virlogeux, ingénieur des ponts et chaussées, est le premier à collaborer avec des architectes dans la réalisation de ponts et viaducs. Parmi la liste de ces collaborateurs de l’époque, on retrouve Philippe Fraleu, Charles Lavigne, René Terzian et Berdj Mikaelian. Tous les quatre sont des précurseurs d’une nouvelle approche de l’architecture de génie civil. 
Après 30 ans à la tête de son cabinet, Philippe Fraleu prend sa retraite en 2000 et laisse son collaborateur Pierre Loyer prendre la suite. 

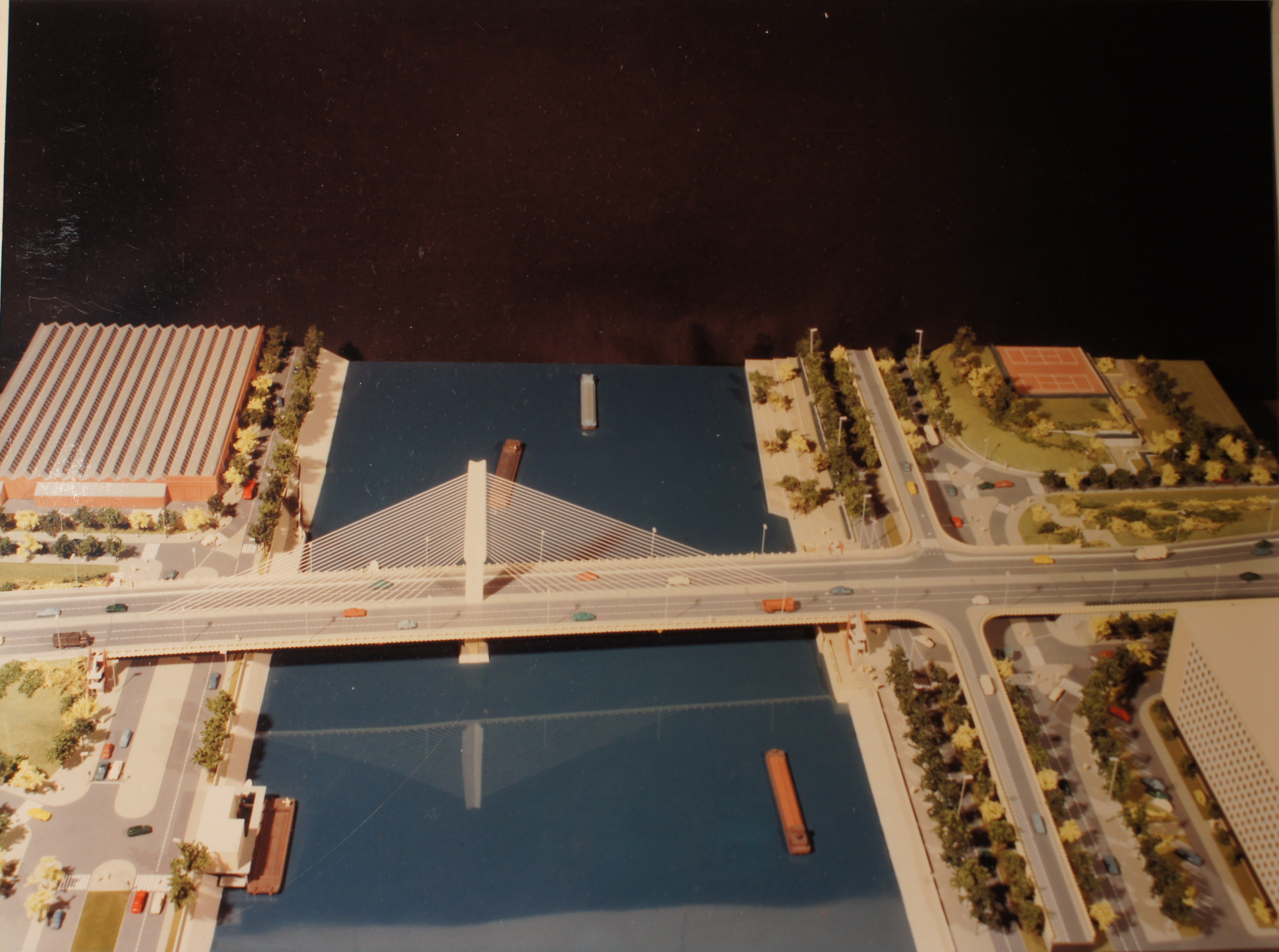
Maquette 1_2

Il meurt le 26 janvier 2022, à l'âge de 86 ans.

## Réalisations
- 1977 : Pont de Brotonne[2]
- 1979 : Pont Mathilde, Rouen[3]
- 1980 : Viaduc-métro de Clichy[4]

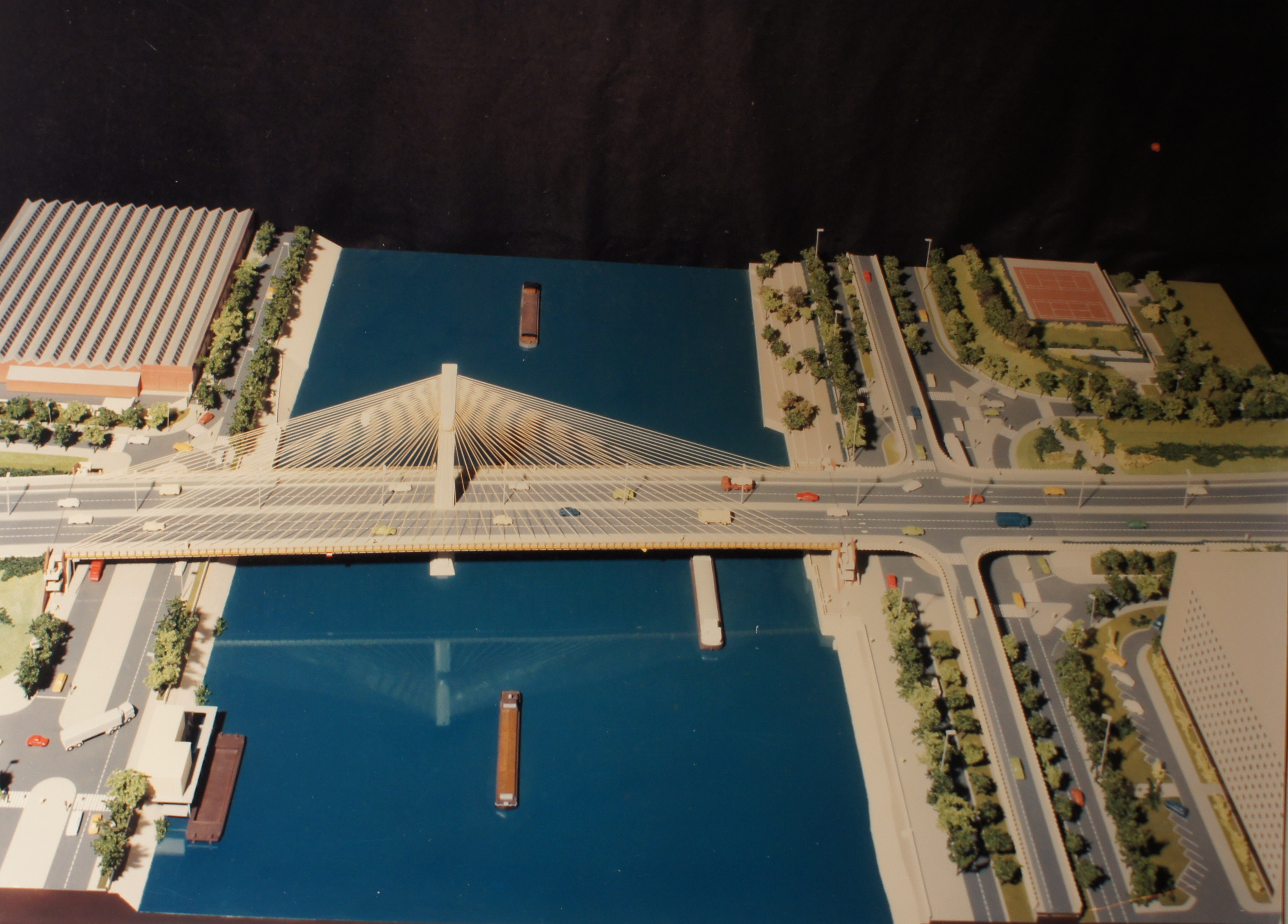
Maquette 2_2

- 1980 - 1982 : Viaduc de Bellegarde-sur-Valserine[5]
- 1982 : Pont du Moulin[6]
- 1984 : Pont du boulevard de l’Oise[7]
- 1985 : Passerelle Saint-Nicolas
- 1989 : Pont de Kerplouz[8]
- 1990 : Pont de Cheviré[9]
- 1990 : Viaduc de Bourran[10]
- 1993 : Viaduc d'Auxonne et des Maillys[11]
- 1994 : Pont de Pont-Saint-Esprit[12]
- 1995 : Viaduc de Piou[13]
- Pont sur la rivière d'Auray1995 : Viaduc de Rioulong[14]

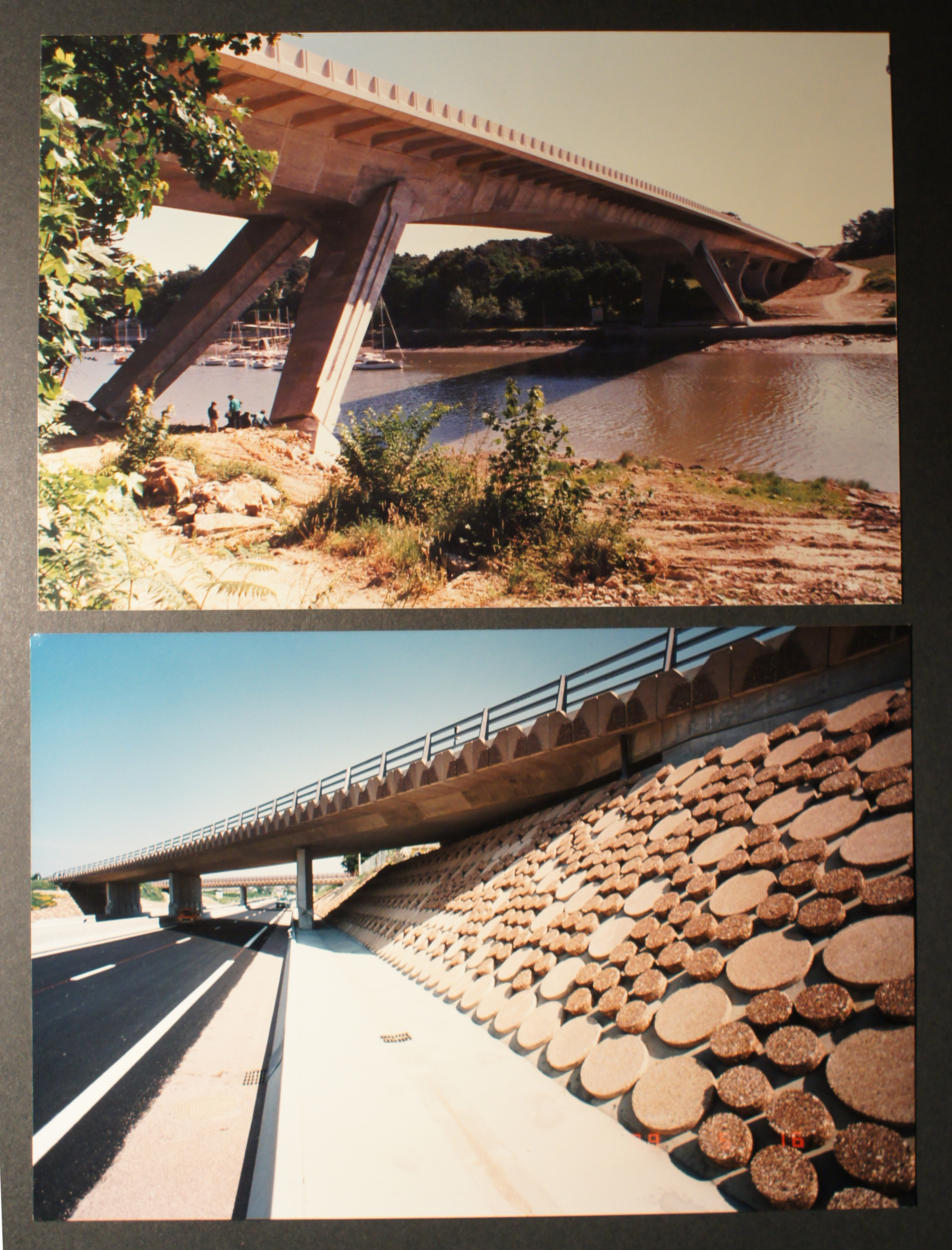
Pont sur la rivière d'Auray

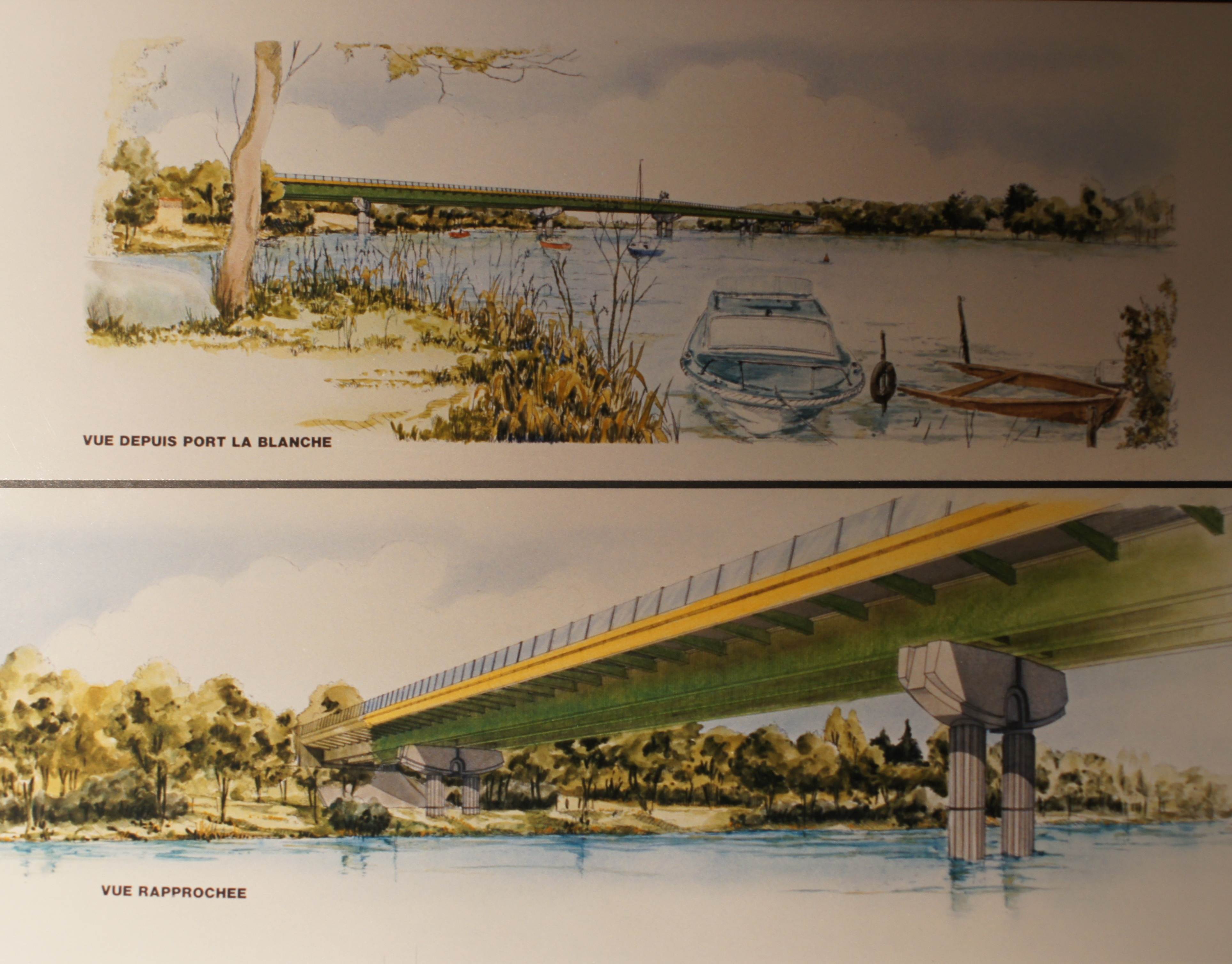
Ponts

- 1997 : Viaduc sur le Doubs à Gevry[15]

- 1998 : Viaduc routier du Viaur[16]
- 1999 : Pont de Saint-Gilles[17]
- 2000 : Pont de Saint-André-de-Cubzac[18]
- 2002 : Viaduc du Chadon[19]
- 2002 : Pont de Pierre-Pflimlin[20]

### Bibliographie

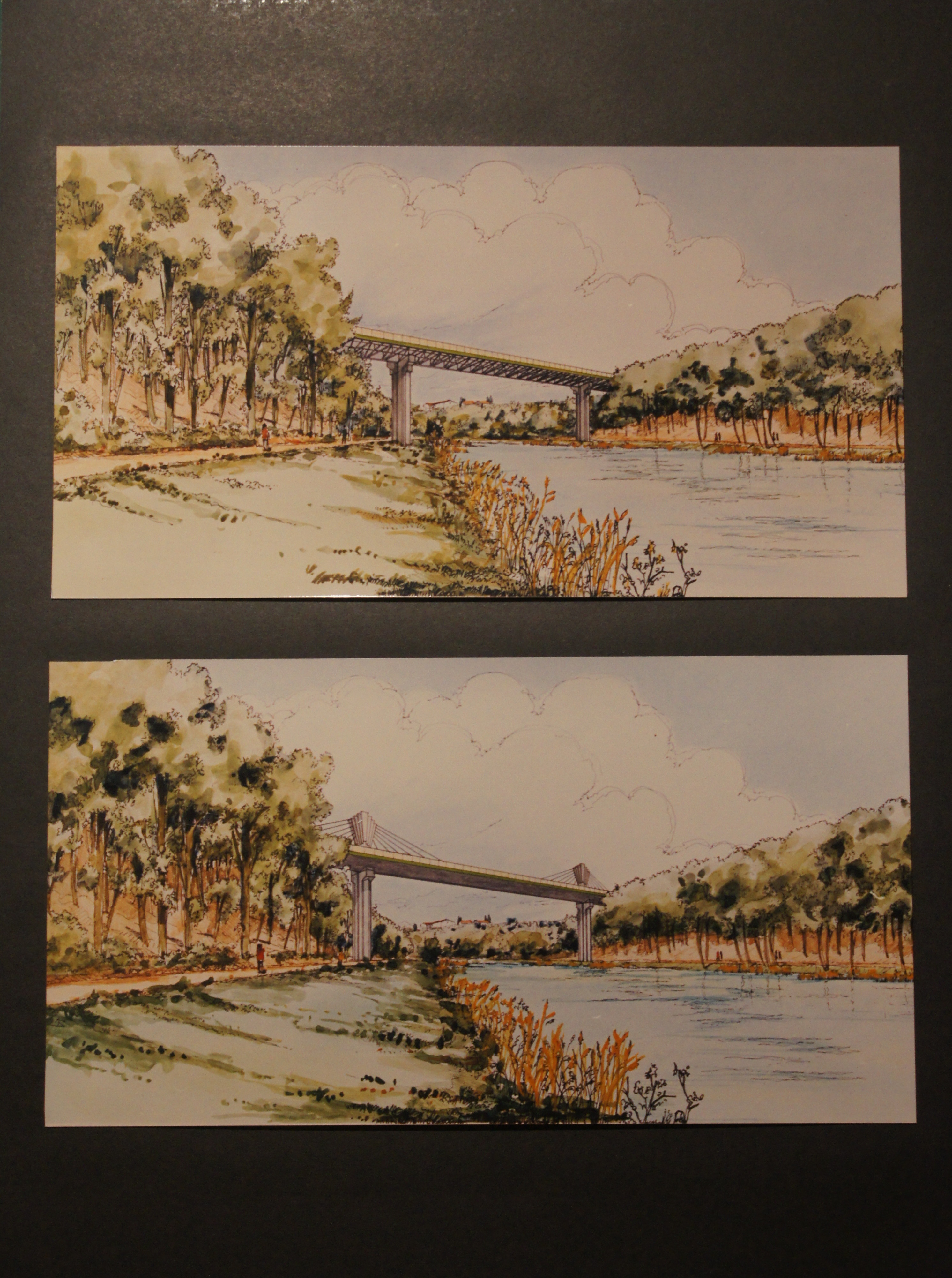
Ponts 2